# Bacillus grandii
Bacillus grandii is een insect uit de orde Phasmatodea (wandelende takken) en de  familie Bacillidae. 